# Exército de Libertação Nacional do Uganda
Exército de Libertação Nacional do Uganda (em inglês:  Uganda National Liberation Army, UNLA) foi um grupo rebelde de Uganda formado por ugandeses exilados no final dos da década de 1970. O grupo foi o braço militar da Frente Nacional de Libertação do Uganda e lutou ao lado da Força de Defesa do Povo da Tanzânia na Guerra Uganda-Tanzânia para derrubar o regime de Idi Amin.
Após a derrubada de Amin em 11 de abril de 1979, o Exército de Libertação Nacional do Uganda tornou-se o exército nacional de Uganda até ser derrotado em 1986 pelos guerrilheiros do Exército de Resistência Nacional, liderados por Yoweri Museveni, durante a Guerra Civil de Uganda. Neste período o exército foi acusado de numerosas violações dos direitos humanos. Muitos soldados do Exército de Libertação Nacional do Uganda formaram grupos rebeldes para combater o novo governo, como o Exército Democrático do Povo de Uganda, que não tiveram sucesso.